# Xia Yan
Xia Yan (夏衍)(30 de octubre de 1900 - 6 de febrero de 1995) era un escritor y guionista chino. Cabe destacar Bajo el alerón de Shanhai (1937) y El bacilo fascista (1944). Llegó a ser viceministro de cultura en los 60 pero más tarde lo encarcelaron. Hoy hay unos premios literarios que llevan su nombre.
- Datos: Q619051
- Multimedia: Xia Yan / Q619051